# Liste der Baudenkmäler in Ebnath
Auf dieser Seite sind die Baudenkmäler in der Oberpfälzer Gemeinde Ebnath zusammengestellt. Diese Tabelle ist eine Teilliste der Liste der Baudenkmäler in Bayern. Grundlage ist die Bayerische Denkmalliste, die auf Basis des Bayerischen Denkmalschutzgesetzes vom 1. Oktober 1973 erstmals erstellt wurde und seither durch das Bayerische Landesamt für Denkmalpflege geführt wird. Die folgenden Angaben ersetzen nicht die rechtsverbindliche Auskunft der Denkmalschutzbehörde.
 Die Liste gibt den Fortschreibungsstand vom 3. Juli 2018 wieder und umfasst neun Baudenkmäler.

## Baudenkmäler nach Gemeindeteilen

### Ebnath
| Lage                                                     | Objekt                              | Beschreibung | Akten-Nr.             | Bild           |
| -------------------------------------------------------- | ----------------------------------- | --- | --------------------- | -------------- |
| Brander Straße 1 (Standort)                              | Ehemaliges Neues Schloss            | Zweieinhalbgeschossiger, unverputzter Bruchsteinbau mit Walmdach und Werksteingliederung, im Erdgeschoss mit Rundbogenfenstern, spätklassizistisch, 1846; Nebengebäude, eingeschossiger, unverputzter Bruchsteinbau mit Walmdach, wohl gleichzeitig. | D-3-77-115-1 Wikidata | BW             |
| Kirchweg 4 (Standort)                                    | Wohnhaus                            | Zweigeschossiger, verputzter Massivbau mit Walmdach und Granitgewänden, 18./19. Jahrhundert. | D-3-77-115-2 Wikidata | BW             |
| Kirchweg 5 (Standort)                                    | Katholische Pfarrkirche St. Ägidius | Saalbau mit Westturm, verputzter Massivbau mit Satteldach, eingezogenem, dreiseitig geschlossenem Chor, von Johann Georg Diller, 1741–43, Turm mit Zwiebelhaube und Laterne, bezeichnet mit „1800“; mit Ausstattung; Lourdesgrotte, Bildnische mit Hausteineinfassung, 1897; südöstlich an die Kirche angrenzend; Friedhofsbefestigung, Mauerbering aus Bruchsteinen, 18. Jahrhundert; Nebengebäude, kleiner, eingeschossiger und verputzter Massivbau mit Walmdach, 18. Jahrhundert, im Kern älter, mit in die südliche Außenwand eingelassenem Grabstein von 1618. | D-3-77-115-3 Wikidata | weitere Bilder |
| Neusorger Straße 10 (Standort)                           | Wohnhaus                            | Zweigeschossiger, verputzter Massivbau in Ecklage mit Satteldach und einfacher Putzgliederung, erste Hälfte 19. Jahrhundert, ehemals dem Unteren Schloss zugehörig, im Kern 1570. | D-3-77-115-5 Wikidata | BW             |
| Witzlasreuther Weg 6 (Standort)                          | Wohnhaus                            | Zweigeschossiger, traufständiger und verputzter Massivbau mit Halbwalmdach, im Kern 17./18. Jahrhundert, Umbauten 19. Jahrhundert. | D-3-77-115-6 Wikidata | BW             |
| Bahnlinie Nürnberg - Schirnding (bei Bahn-km 111,584) () | Eisenbahnbrücke                     | Bestandteil der Fichtelgebirgsbahn, Eisenträgerbrücke über die Fichtelnaab mit genietetem, hängendem Fischbauchträgerfachwerk, Widerlager und Pfeiler aus Granitmauerwerk, 1877/1878, um 1900 zweigleisig erweitert | D-3-77-143-7          |                |

### Grünlas
| Lage                  | Objekt        | Beschreibung                                                                                  | Akten-Nr.             | Bild |
| --------------------- | ------------- | --------------------------------------------------------------------------------------------- | --------------------- | ---- |
| Grünlas 36 (Standort) | Marienkapelle | Verputzter Massivbau mit Satteldach und Granitportal, bezeichnet mit „1841“; mit Ausstattung. | D-3-77-115-7 Wikidata | BW   |

### Hermannsreuth
| Lage                        | Objekt        | Beschreibung                                                                               | Akten-Nr.             | Bild |
| --------------------------- | ------------- | ------------------------------------------------------------------------------------------ | --------------------- | ---- |
| In Hermannsreuth (Standort) | Marienkapelle | Verputzter Massivbau mit Satteldach und Dreiseitschluss,neugotisch, 1912; mit Ausstattung. | D-3-77-115-8 Wikidata | BW   |

### Hölzlashof
| Lage                    | Objekt                                    | Beschreibung | Akten-Nr.              | Bild |
| ----------------------- | ----------------------------------------- | --- | ---------------------- | ---- |
| Hölzlashof 2 (Standort) | Wohnhaus                                  | Eingeschossiges Wohnstallhaus mit Satteldach, 18. Jahrhundert, zugehörig Holz-Kruzifixus, bezeichnet mit „1744“. | D-3-77-115-9 Wikidata  | BW   |
| Hölzlashof 3 (Standort) | Wohnteil eines ehemaligen Wohnstallhauses | Eingeschossiger, verputzter Massivbau mit Satteldach, im Kern 18. Jahrhundert.                                   | D-3-77-115-10 Wikidata | BW   |

## Ehemalige Baudenkmäler
In diesem Abschnitt sind Objekte aufgeführt, die früher einmal in der Denkmalliste eingetragen waren, jetzt aber nicht mehr. Objekte, die in anderem Zusammenhang also z. B. als Teil eines Baudenkmals weiter eingetragen sind, sollen hier nicht aufgeführt werden. Aktennummern in diesem Abschnitt sind ehemalige, jetzt nicht mehr gültige Aktennummern.

| Lage                           | Objekt       | Beschreibung           | Akten-Nr.             | Bild |
| ------------------------------ | ------------ | ---------------------- | --------------------- | ---- |
| Ebnath Marktplatz 6 (Standort) | Wohnhaus (?) | Bezeichnet mit „1800“. | D-3-77-115-4 Wikidata | BW   |